# Gabriele Reinsch
Gabriele Reinsch, nemška atletinja, * 23. september 1963, Cottbus, Vzhodna Nemčija.
Nastopila je na poletnih olimpijskih igrah leta 1988, kjer je osvojila sedmo mesto v metu diska. Na evropskih prvenstvih je nastopila leta 1990, ko je bila četrta. 9. julija 1988 je postavila svetovni rekord v metu diska s 76,80 m, ki še vedno velja.